# Râul Horodici
Horodici este un curs de apă, afluent al Râului Alb în județul Dâmbovița.  